# Cocaine (chanson)
Pour les articles homonymes, voir Cocaine.
Singles de J.J. Cale
Hold On I'm a Gypsy Man
Cocaine est une chanson écrite et enregistrée en 1976 par J.J. Cale et plus généralement connue par la reprise qu'en a fait Eric Clapton.

## La reprise de Clapton
Singles de Eric Clapton
Wonderful Tonight
AllMusic qualifie la reprise de cette chanson de « succès le plus durablement populaire » de Clapton et note que même « pour un artiste comme Clapton avec un énorme corpus de travaux de grande qualité, Cocaine est classée parmi ce qu'il a fait de mieux ».
L'enregistrement est produit par Glyn Johns, qui a également travaillé auparavant pour The Beatles, The Who, Led Zeppelin et The Rolling Stones. La chanson sort en 1977 sur l'album Slowhand et en tant que single en 1980. Cocaine n'entre pas dans le Billboard Hot 100 (sauf en tant que face B de Lay Down Sally qui a été numéro 3 au début de l'année 1978).  Cocaine est une des chansons de J.J. Cale reprises par Clapton, avec After Midnight et Travelin' Light.

## Message de la chanson
Eric Clapton décrit Cocaine comme « une chanson anti-drogue ». Le refrain dit : « She don’t lie, she don’t lie, she don't lie, cocaine. » (« Elle ne ment jamais, elle ne ment jamais, elle ne ment jamais : cocaïne. »). Mais la chanson dit précédemment : « If you wanna get down, down on the ground, cocaine. » (« Si tu veux t'écrouler, te ramasser par terre : cocaïne. »). La chanson comporte également les paroles suivantes : « Don't forget this fact, you can't get it back » (« N'oublie pas ça, tu ne peux pas revenir en arrière. »). Clapton considère que la chanson est donc « quite cleverly anti-cocaine », faisant remarquer que :

« Ce n'est pas bien d'écrire délibérément une chanson anti-drogue, et espérer que ça va marcher. Parce qu'en général ça va gêner le public. Ça les dérangerait qu'on leur fasse avaler quelque chose de force. Donc la meilleure chose à faire est de présenter quelque chose qui semble ambigu, mais qui après étude ou réflexion peut effectivement être vu comme « contre », ce qui fait que le morceau Cocaïne est en réalité une chanson anti-cocaïne. Si vous l'étudiez ou l'examinez avec peu d'attention… avec du recul… ou juste en l'écoutant comme ça… ça sonne simplement comme une chanson sur la cocaïne. Mais en fait, c'est assez subtilement anti-cocaïne,. »

Les années passant, Clapton a ajouté les paroles suivantes « that dirty cocaine » dans ces concerts pour souligner le message anti-drogue.

## Autres reprises
Il existe une version live par le groupe écossais Nazareth sur l'album The Fool Circle. Le guitariste de  Duran Duran Andy Taylor en a enregistré une sur son album solo Dangerous. En 2008, la chanteuse de country Gretchen Wilson emprunte de la fin de la chanson (« she don't lie, she don't lie, she don't lie ») pour sa chanson Work Hard, Play Harder.
Le groupe Français Stocks (originaire de Lille) reprend le morceau, adapté en Français et chanté pour la première fois au concert de Lille au Palais des Sports Saint Sauveur, le 12 février 1982 devant 3500 personnes. Un disque, enregistré lors de ce concert, sortira dans la même année, incluant ledit morceau Cocaïne.
Louis Bertignac fait une reprise avec des paroles, différentes, en Français intitulée : "Coquine" sur son album Origines (2018)